# Pugnus lachrimula
Pugnus lachrimula is een slakkensoort uit de familie van de Marginellidae. De wetenschappelijke naam van de soort is voor het eerst geldig gepubliceerd in 1862 door Gould.